# LJ Records
LJ Records is een Zweeds platenlabel voor jazzmuziek. Het richt zich speciaal op moderne jazz en fusion. Artiesten die op het label werden uitgebracht zijn onder meer Susanna Lindeborg, Ove Johansson, Lars-Erik Norrström, duo pantoMorf, Sten Sandell, Christer Bothén, Torben Waldorff en Krister Jonsson. Het bedrijf is gevestigd in Haverdal.